# Tschechoslowakische Badmintonmeisterschaft 1967
Die Tschechoslowakische Badmintonmeisterschaft 1967 fand in Prag statt. Es war die siebente Austragung der nationalen Titelkämpfe im Badminton in der ČSSR.

## Titelträger
| Disziplin    | Sieger                         |
| ------------ | ------------------------------ |
| Herreneinzel | Petr Lacina                    |
| Dameneinzel  | Věra Peřinová                  |
| Herrendoppel | Ivan Bareš Alois Patěk         |
| Damendoppel  | Irena Červenková Věra Peřinová |
| Mixed        | Alois Patěk Věra Peřinová      |